# Alta Córdoba
Alta Córdoba est un quartier de la ville argentine de Córdoba, sis dans le nord de la couronne dite péricentrique de cette ville, à un demi-kilomètre environ au nord du fleuve Río Suquía. D’une population de 34 828 habitants, c’était, d’après le recensement de 2001, le quartier le plus peuplé de la ville, mais il a été depuis dépassé à cet égard par le quartier de Nueva Córdoba. C’est d’autre part le troisième en superficie, derrière les quartiers Los Boulevares et Argüello.

## Histoire
Alta Córdoba, qui correspond à l’étendue de territoire autrefois connue sous le nom d’Altos de Petaqueras, est l’un des quartiers de Córdoba qu’il est convenu d’appeler barrios tradicionales (quartiers traditionnels), c’est-à-dire qui existaient déjà dès la fin du XIXe siècle. Après l’aménagement d’un accès à la rive nord du fleuve Suquía en 1881, le maire Rodríguez del Busto, avec à ses côtés les hommes politiques Ramón Cárcano et Marcos Juárez, organisa vers la fin de la décennie le lotissement de la zone, laquelle devint bientôt un quartier à la mode, prisé par la haute société, et favorisé en outre par le passage du chemin de fer General Manuel Belgrano, dont la gare centrale, créée en 1890, se trouve dans le quartier.
Au lendemain du coup d’État de septembre 1955 contre le président Juan Perón, la gare d’Alta Córdoba fut le théâtre de rudes combats entre d’une part les militaires loyalistes arrivés de Buenos Aires par le train et occupant la gare, et d’autre part les francs-tireurs rebelles retranchés dans les hôtels situés en face. Le 18 septembre, une attaque aérienne au napalm par un avion putschiste frappa quelques wagons rangés près de la gare, provoquant un violent incendie, mais sans réussir à déloger les loyalistes, ce qui permit au gouvernement péroniste de faire passer l’occupation de la gare pour l’occupation de la ville de Córdoba tout entière, et d’annoncer qu’au départ de celle-ci serait bientôt menée « une opération de nettoyage des campagnes environnantes ».
Le 6 novembre 2014, le quartier fut secoué par une forte explosion survenue dans un dépôt de produits chimiques situé au nord du district. Le bilan de cet accident s’établit à un mort, 66 blessés (dont plusieurs grièvement), une vingtaine de logements détruits, et une demi-centaine d’autres endommagés.
La partie nord d’Alta Córdoba accueille plusieurs bidonvilles (en espagnol d’Argentine villas miseria ou villas de emergencia), qui se sont implantés principalement sur des terrains le long de la voie de chemin de fer. Les plus vastes sont la Villa El Nailon, dans le nord-est du quartier, et la Villa Los Galpones, dans la partie centrale, proche de la gare Belgrano.

## Architecture et culture
Alta Córdoba renferme un mélange de constructions anciennes datant du XIXe siècle et du début du XXe siècle et d’immeubles modernes. Des tours à étages, peu nombreuses, se dressent également dans le quartier.
Alta Córdoba est l’un des pôles de la vie culturelle, gastronomique et nocturne de la ville, quoique ce développement soit de date assez récente. Divers théâtres, centres culturels et cafés d’artistes s’y sont installés. Le Centro Cultural Alta Córdoba, l’un des centres culturels appartenant à la municipalité, est hébergé dans l’ancien marché couvert d’Alta Córdoba, qu’une donation de la famille Firpo avait permis de créer en 1925.

## Industries
Depuis 1982, les ateliers de fabrication de la société Dioxitek S.A., qui produit du dioxyde d'uranium et du cobalt 60, se trouvent dans ce quartier et emploient 85 personnes environ. En 2012, la firme signa avec la municipalité de Córdoba une convention stipulant la relocalisation de ses ateliers, ceux-ci se trouvant en effet dans une zone résidentielle, situation incompatible avec un usage industriel du sol. Ce déménagement cependant ne résoudrait pas le problème des déchets accumulés, estimés à quelque 56 000 tonnes de scories de minerai d'uranium.